# Muzeum a galerie Orlických hor
Muzeum a galerie Orlických hor se sídlem v Rychnově nad Kněžnou je regionální muzeum, které především uchovává historické předměty a mapuje historii regionu. Zabývá se i archeologií a botanikou.
Muzeum v minulosti často měnilo svůj název. Nejprve se jmenovalo Pelclovo muzeum a to až do roku 1953, kdy bylo přejmenováno na Okresní muzeum. Další změna přišla o deset let později, název se změnil na Okresní vlastivědné muzeum. Od roku 1965 muzeum neslo název Muzeum Orlických hor a konečně v roce 2003 se název rozšířil na Muzeum a galerie Orlických hor.
Zřizovatelem Muzea a galerie Orlických hor je Královéhradecký kraj.
Od roku 2003 je součástí muzea Orlická galerie, která bývala samostatnou institucí.

## Historie
Historie muzea v Rychnově nad Kněžnu je spojena s muzejním spolkem Pelcl, který vznikl v 90. letech 19. století. Zanikl však již v roce 1907 a sbírky poté spravovalo město. První výstavy se uskutečnily v letech 1893 a 1894. První zmíněná výstava byla uskutečněna v prostorách piaristické koleje ke 100. výročí jmenování Františka Martina Pelcla profesorem českého jazyka a literatury na univerzitě. Druhá výstava se připojila ke konanému sokolskému župnímu sletu. Předměty z těchto výstav putovaly na Národopisnou výstavu českoslovanskou.
Celou první polovinu 20. století přetrvávaly problémy s prostorem, a to jak pro uložení, tak i pro vystavování předmětů. Na krátkou dobu bylo muzeum otevřeno ve 30. letech 20. století, znovu k příležitosti oslavy Františeka Martina Pelcla, tentokrát k výročí 200 let od jeho narození.
V druhé polovině 20. století získala instituce k užívání zestátněný kolowratský zámek. První vystavené předměty mohli návštěvníci vidět v roce 1947. Poprvé v historii muzea bylo otevřeno od dubna do října denně mimo pondělí, nikoliv pouze v neděli a o svátcích jak tomu bylo dříve. V roce 1953 přišla změna názvu, muzeum již neneslo jméno významného rychovského rodáka Františka Martina Pelcla, ale stalo se Okresním muzeum. Také byla pod jeho správu zařazena další muzea na Rychnovsku. Fondy těchto muzeí přešly pod Rychnov. V roce 1955 stanul v čele muzea Jaroslav Helfert, bývalý ředitel Moravského zemskému muzea v Brně, který působil několik let v rychnovském regionu jako konzervátor památek. Ve spolupráci s rychnovským archivem začalo muzeum v roce 1968 vydávat vlastivědný sborník Orlické hory a Podorlicko. S určitými přestávkami časopis vychází dál a nalezeme v něm články o historie, archeologii i přírodě v regionu.
V 90. letech 20. století dochází k řešení prostorových problémů k uložení sbírky. Muzeum se částečně přestěhovalo do objektu bývalých kasáren v Jiráskově ulici. V roce 2003 se muzeu změnil zřizovatel, po zaniklém okresu správu převzal kraj. Také se rozšířila muzejní knihovna, a to o fond bývalé okresní knihovny.

## Výzkum a sbírky
Muzeum a galerie Orlických hor uchovává více než 70 tisíc sbírkových předmětů, převážně historických, také etnografického charakteru, je zde ale zastoupena i archeologie, přírodovědecké sbírky i výtvarné umění. Muzeum se již od 60. let 20. století soustředí na dokumentaci zaniklých skláren v Orlických horách.
Archeologické pracoviště muzea může provádět archeologický průzkum na území Královéhradeckého a části Pardubického kraje (okres Ústí nad Orlicí). Nejvíce se ale jejich práce soustředí na region Rychnova nad Kněžnou.
Knihovna Muzea a galerie Orlických hor disponuje regionálním fondem, který obsahuje literární tvorbu o Rychnovsku, v regionu vzniklou, nebo od autorů se vztahem k regionu. Je zde možnost nahlédnout i do regionálních periodik (např. Posel z Podhoří, Orlický týdeník, Jiskra Rychnovska). Další velká část fondu je spojena s odbornou činností muzea a jsou zde knihy z oborů historie, etnografie, umění, přírodních věd. Bohatě je zastoupená i literatura muzeologická. Součástí fondu muzejní knihovny jsou také rukopisy, staré tisky a hudebniny.

## Expozice
Muzeum a galerie Orlických hor v Rychnově nad Kněžnou má hlavní výstavní prostory umístěny v prostorách Kolowratského zámku v Rychnově nad Kněžnou. Kromě stálých expozic jsou zde umístěny i krátkodobé výstavy.
Stálou expozicí muzea je Rychnovsko na historických fotografiích. Expozice navazuje na výstavu Františka Šmiky konanou v roce 2003. Představuje však historické fotografie ze všech měst okresu Rychnov nad Kněžnou – Borohrádek, Dobruška, Kostelec nad Orlicí, Opočno, Solnice, Týniště nad Orlicí, Vamberk, Rokytnice v Orlických horách a Rychnov nad Kněžnou. Nejstarší fotografie pocházejí z 19. století a ty nejnovější pak z šedesátých let 20. století.
Prostory galerie jsou v druhém patře zámku. Expozice s názvy Malíři Orlických hor a Malíři v Říčkách se zaměřují především na české výtvarné umění od přelomu 19. a 20. století do současnosti s důrazem na náměty či autory z regionu Orlických hor. Jedná se o sbírkové předměty, ale i dlouhodobé výpůjčky děl umělců jako například Alois Fišárek, Josef Štolovský, Věra Jičínská, Josef Matička, Miloslav Holý, Jan Trampota, Miloslav Hégr, Richard Wiesner, Václav Hrbek a další.
Mezi další prostory se stálými expozicemi Muzea a galerie Orlických hor patří:

### Synagoga – památník Karla Poláčka
Rychnovská synagoga, která původně pochází z poloviny 17. století, byla obnovena v 90. letech 20. století. Expozice byla zpřístupněna v roce 1995. Nachází se zde památník obětem holocaustu a muzejní expozice věnovaná místnímu rodákovi Karlu Poláčkovi, spisovateli a novináři židovského původu. Zdejší expozice judaismu v Podorlicku přibližuje život místních židovských komunit. Od roku 2015 fungování synagogy zajišťuje Informační centrum Rychnov nad Kněžnou.

### Muzeum krajky Vamberk
Expozice vamberského muzea je věnovaná tradiční regionální paličkované krajce. Muzejní expozice sídlí ve městě Vamberk v Bednářově vile. Návstěvník zde může sledovat vývoj krajkářství od 18. století, ale zejména období od konce 19. století, přes reprezentaci Československé republiky na světových výstavách EXPO Brusel 1958 a EXPO Montreal 1967 až po strojovou výrobu krajek a současné trendy. V roce 1889 byla ve Vamberku založena První česká krajkářská škola, z jejíchž sbírek v roce 1929 vzniklo Muzeum krajky. Muzeum krajky ve Vamberku je součástí rychnovského muzea od roku 1976.

### Sýpka Rokytnice v Orlických horách
Nejnovější prostor muzea návštěvníkům přibližuje pomocí moderní, audiovizuální a interaktivní expozice přírodu a zaniklá i živá řemesla Orlických hor. K zastoupeným řemeslům patří například sklářství, kovářství nebo papírnictví. Mezi třemi patry expozice je instalován strom, na kterém je umístěno více než padesát exponátů zvířat, zejména ptáků, žijících na území Orlických hor. Muzejní expozice sídlí v sýpce z první poloviny 19. století v Rokytnici v Orlických horách.

### Památník Karla Plachetky
Ornitologická sbírka muzea je vystavena v prostorách bývalých kasáren v Rychnově nad Kněžnou. Jedná se o soubor téměř 700 dermoplastických preparátů ve více než 250 druzích, z nichž některé z Orlických hor již vymizely. Další exempláře pocházejí z jižní Moravy nebo Polska. Expozice mapuje celoživotní dílo Karla Plachetky, významného ornitologa a zakladatele Československé ornitologické společnosti.

### Zahrada kláštera kapucínů v Opočně
Prostory bývalého kapucínského kláštera v Opočně vznikly v 2. polovině 17. století jako raně barokní komplex. Muzeum spravuje tuto památku od konce roku 2022. V budoucnu by zde měla vzniknout komunitní zahrada.

## Kameny zmizelých
Od roku 2022 se ve spolupráci s Muzeem a galerií Orlických hor pokládají v Rychnově nad Kněžnou Kameny zmizelých v místě posledního bydliště obětí holocaustu. Jeden kámen je věnován také Karlu Poláčkovi, významnému rodákovi, který sice žil před deportací v Praze, ale do Rychnova často cestoval za rodinou. Do začátku roku 2024 bylo v Rychnově umístěno bezmála třicet kamenů.

## Ocenění
Muzeum bylo v roce 2013 oceněno Národní soutěží muzeí Gloria musealis. Cenu získali v kategorii Muzejní počin za projekt Sýpka – Muzeum Orlických hor.